# Philipp Furtwängler & Söhne
Philipp Furtwängler & Söhne war ein deutsches Orgelbauunternehmen. Es wurde von Philipp Furtwängler (* 6. April 1800 in Gütenbach; † 5. Juli 1867 in Elze) gegründet.

## Geschichte

### Philipp Furtwängler

Philipp Furtwängler

Furtwängler wurde als drittes von elf Kindern des Frachtfuhrmanns und Bauern Bartholomäus Furtwängler (* 1772; † 1845) in Gütenbach/Baden geboren. Er war ein älterer Bruder des Altphilologen Wilhelm Furtwängler (* 1809 Gütenbach; † 1875 in Freiburg im Breisgau) und Großonkel des Dirigenten Wilhelm Furtwängler (* 1886 Berlin; † 1954 Baden-Baden).
Man nimmt an, dass er ursprünglich das Uhrmacherhandwerk erlernte. Über eine Ausbildung im Orgelbau ist nichts bekannt, so dass er sich diese Kunst vermutlich autodidaktisch angeeignet hat. 1822 wurde er Bürger von Elze bei Hildesheim. Von Hause aus katholisch, konvertierte er hier 1828 zum evangelischen Glauben. 
1838 erhielt Philipp Furtwängler seinen ersten Auftrag zum Neubau einer Orgel und wurde bald zu einem der produktivsten Orgelbauer der Region. Seine Orgeln, die stets individuell auf die Wünsche der Kunden und die Gegebenheiten am Aufstellort konzipiert waren, zeichnen sich durch eine solide handwerkliche Ausführung und ein konsequent vertretenes Klangideal aus. Teilweise ergänzte er beauftragte Orgeln, die er als unvollkommen empfand, auf eigene Kosten. Philipp erbaute mindestens 68 Orgeln neu, darüber hinaus sind 33 Umbauten und Reparaturen anderer Instrumente bekannt. Der 1838 zunächst als Thurm-Uhren-Fabrik Philipp Furtwängler eingetragene Betrieb beschäftigte 1849 bis zu 8 ständige Mitarbeiter, 1854 bereits 15–20. Tätig war er überwiegend im Bereich der evangelisch-lutherischen Landeskirche Hannovers und im Braunschweigischen. Einige Orgeln entstanden aber auch für katholische Kirchen. Das größte von Philipp Furtwängler ausgeführte Werk ist die Orgel der evangelisch-lutherischen St.-Matthäi-Kirche in Gronau (Leine) (Op. 55, III+P/57).
1849 trat Philipps Sohn Wilhelm (* 5. Juni 1829 in Elze; † 4. September 1883 ebenda) in den Betrieb ein, der die handwerklichen Prinzipien seines Vaters vollständig unterstützte. 1862 wurde das Unternehmen in Philipp Furtwängler & Söhne umfirmiert, nachdem auch sein zweiter Sohn Pius (* 17. Juli 1841 in Elze; † 16. Januar 1910 in Hannover) eingetreten war.
Philipp Furtwängler war 1852 und von 1854 bis 1857 auch Bürgervorsteher in Elze.

### Fortführung des Unternehmens
Nach Philipps Tod wurde das Unternehmen durch seine Söhne Wilhelm und Pius weitergeführt und erlosch nach dem Tod Wilhelms 1883. Pius Furtwängler, dessen progressive Vorstellungen vom Orgelbau sich deutlich von den konservativen seines Vaters unterschieden, gründete im selben Jahr mit dem Orgelbauer Adolf Hammer die Firma P. Furtwängler & Hammer.

## Werke (Auswahl)
Die folgenden Listen beinhalten ausgewählte Orgelneubauten der Werkstatt sowie einige zerstörte oder durch Neubauten anderer Orgelbauer ersetzten Orgeln. Die noch bestehenden Orgeln stehen größtenteils unter Denkmalschutz.
Die Größe der Instrumente wird in der fünften Spalte durch die Anzahl der Manuale und die Anzahl der klingenden Register in der sechsten Spalte angezeigt. Ein großes „P“ steht für ein selbstständiges Pedal, ein kleines „p“ für ein angehängtes Pedal. Eine Kursivierung zeigt an, dass die betreffende Orgel nicht mehr erhalten ist oder lediglich noch der Prospekt aus einer der beiden Werkstätten stammt.

### Bis zum Tod von Philipp Furtwängler
| Jahr      | Opus | Ort                       | Kirche                                      | Bild                                   | Manuale | Register     | Bemerkungen |
| --------- | ---- | ------------------------- | ------------------------------------------- | -------------------------------------- | ------- | ------------ | --- |
| 1838      | 1    | Amelsen                   | Ev.-luth. Kirche                            |                                        | I       | 7            | Umbau, nicht erhalten |
| 1841      | 2    | Wittenburg (Elze)         | Kloster Wittenburg, Klosterkirche           |                                        | I       | 10           | 1996 Restaurierung durch Emil Hammer Orgelbau. Erhalten. |
| 1841      | 4a   | Hachmühlen                | Ev.-luth. St.-Martins-Kirche                |                                        | II/P    | 17           | Verändert erhalten. |
| 1843      | 4    | Steinkirchen (Altes Land) | Ev.-luth. Kirche St. Nicolai et St. Martini |                                        | II/P    | 28           | „Grundreparatur“ (Umbau) der Arp-Schnitger-Orgel (1947, 1987 und 2012 restauriert.)                                                                                    |
| 1842      | 5    | Geversdorf                | Ev.-luth. Kirche St. Andreas                |                                        | II/P    | 23           | 1974/1975 Restaurierung durch Alfred Führer. 2006 Instandsetzung und klangliche Überarbeitung durch Bartelt Immer.                                                     |
| 1844      | 6    | Altenhagen I              | Ev.-luth. Kirche St. Vincenz                |                                        | II/P    | 21           | 1970 Restaurierung, 2009 Überholung durch Franz Rietsch. Heute das älteste bis auf die Prospektpfeifen unverändert erhaltene Werk Furtwänglers.                        |
| 1845      | 8    | Dassel                    | Ev.-luth. St.-Laurentius-Kirche             |                                        | II/P    | 25           | Verändert erhalten. → Orgel |
| 1847      | 11   | Bad Münder am Deister     | Ev.-luth. Petri-Pauli-Kirche                |                                        | II/P    | 32           | Nicht erhalten |
| 1844      | 13   | Belum                     | Ev.-luth. Kirche                            |                                        | II/P    | 18           | Umbau, nicht erhalten. 1905 Neubau P. Furtwängler & Hammer, Op. 504 |
| 1848      | 12   | Bredelem                  | Ev.-luth. Kirche St. Matthäus               |                                        | II/P    | 17           | 1998–2003 Restaurierung auf den ursprünglichen Klangzustand durch Christoph Grefe, Ilsede. Verändert erhalten.                                                         |
| 1849      | 14   | Upen                      | Ev.-luth. Kirche                            |                                        | II/P    | 19           | 1982, 1997 Überholungen durch Emil Hammer Orgelbau. Verändert erhalten.                                                                                                |
| 1849      | 17   | Luthe                     | Ev.-luth. Kirche                            |                                        | II/P    | 11           | 2012 Restaurierung durch Jörg Bente. Erhalten. |
| 1849      |      | Krautsand                 | Ev.-luth. Kirche Zum guten Hirten           |                                        | II/P    | 15           | 1966/1967 Umbau durch Emanuel (Magnus) Kemper. Stark verändert erhalten.                                                                                               |
| 1850      |      | Lüthorst                  | St. Magnus                                  |                                        | II/P    | 17           | 2014–2015 Renovierung durch Gebr. Hillebrand |
| 1851      | 22   | Grünendeich               | Ev.-luth. Kirche St. Marien                 |                                        | II/p    | 19           | Umbau der Dietrich-Christoph-Gloger-Orgel. 2007–2009 auf den Originalzustand von 1766 rekonstruiert durch Rowan West                                                   |
| 1852      |      | Adensen                   | Ev.-luth. St.-Dionysius-Kirche              |                                        |         |              | Neubau der romantisch intonierten Orgel und Einfügung in den neugotischen Orgelprospekt des hannoverschen Landesbaumeisters Eduard Wellenkamp.                         |
| 1853      | 30   | Apensen                   | Ev.-luth. Kirche                            |                                        | II/P    | 18           | 1953 Umbau durch Emanuel (Magnus) Kemper. 1982 Instandsetzung durch Alfred Führer. Stark verändert erhalten.                                                           |
| 1853      | 31   | Stadt Eldagsen            | Ev.-luth. Kirche St.-Alexandri-Kirche       |                                        | II/P    | 23           | 1957 Umbauten durch Emil Hammer Orgelbau sowie 1965/1967 durch Gebrüder Hillebrand Orgelbau. Stark verändert erhalten.                                                 |
| 1854      |      | Groß Solschen             | Ev.-luth. Kirche St. Pancratii              |                                        | II/P    | 32           | |
| 1857/1858 | 46   | Garlstorf                 | Ev.-luth. Martin-Luther-Kirche              |                                        | II/P    | 21           | Bis auf die Prospektpfeifen original erhalten. |
| 1857–1860 |      | Gütenbach                 | Ev. Kirche                                  |                                        | II/P    | 28           | 1974 Umsetzung in die Lutherkirche Baden-Baden/Lichtental und Disposition geringfügig verändert.                                                                       |
| 1859      |      | Apelern/Hannover          | Kirche                                      | Furtwängler-Orgel in Apelern 1859–1963 | II/P    | 20 (oder 19) | 1963 versetzt in die Michaelkirche (Faßberg) und um 3 (oder 4) Register der Vorgängerorgel dort erweitert.                                                             |
| 1860      | 55   | Gronau (Leine)            | Ev.-luth. Kirche St. Matthäi                |                                        | III/P   | 57           | größter Neubau von Phillip Furtwängler; 1936 Dispositionsänderung durch Alfred Führer; 1980/1981 und 2017 Restaurierungen durch Gebrüder Hillebrand Orgelbau; erhalten |
| 1859      |      | Buxtehude                 | Ev.-luth. Kirche St. Petri                  |                                        | III/P   | 52           | Restaurierung 1983/1984 durch Alfred Führer, Instandsetzung 2006/2007 durch Rowan West. Erhalten.                                                                      |
| 1861      | 58   | Geismar (Göttingen)       | Ev.-luth. Kirche St. Martin                 |                                        | II/P    | 22           | 1970/1971 Instandsetzung Paul Ott. 2008 Restaurierung Jörg Bente. Erhalten.                                                                                            |
| 1862      | 66   | Himbergen                 | Ev.-luth. Kirche St. Bartholomäus           |                                        | II/P    | 21           | 1954/1955 Umbau durch Emanuel (Magnus) Kemper. 1982 Restaurierung durch Gebrüder Hillebrand Orgelbau. 2011 Instandsetzung und klangliche Rückführung. Erhalten.        |
| 1863      |      | Uelzen                    | Ev-luth. Kirche St. Marien                  |                                        |         |              | |
| 1863      |      | Nordstemmen               | Ev.-luth. Kirche St. Johannis               |                                        |         | 23           | |
| 1864      |      | Bad Bevensen              | Ev.-luth. Dreikönigskirche                  |                                        |         |              | |
| 1866      |      | Rotenburg (Wümme)         | Ev.-luth. Stadtkirche                       |                                        |         | 25           | Neubau des Orgelwerkes hinter historischem Gehäuse 1993 durch Johannes Klais Orgelbau                                                                                  |

### Bis zum Erlöschen der Firma
| Jahr      | Ort                  | Kirche                                      | Bild | Manuale | Register | Bemerkungen |
| --------- | -------------------- | ------------------------------------------- | ---- | ------- | -------- | --- |
| 1867      | Bardowick            | ev.-luth. Dom St. Peter und Paul            |      | II/P    | 30       | 1951 und 1963–1964 Umbau durch Emil Hammer Orgelbau. 2011/2012 Neubau des Orgelwerkes nach mitteldeutschem Vorbild unter Verwendung der originalen Windanlage im Turm und des Gehäuses durch Alexander Schuke Potsdam Orgelbau |
| 1867      | Egestorf             | ev.-luth. Kirche St. Stephanus              |      | II/P    | 17       | 1952 Dispositionsänderung durch Weißenborn, 1972 Renovierung der Orgel durch Gebr. Hillebrand, 1998 Restaurierung der Orgel durch Franz Rietsch                                                                                |
| 1868      | Wülfingen            | ev.-luth. Marienkirche                      |      |         |          | Die Orgel wurde 1868 hergestellt und in den vorhandenen barocken Orgelprospekt von 1697 eingebaut. |
| 1868      | Peine                | röm.-kath. Kirche Hl. Engel                 |      |         | 21       | nicht mehr vorhanden |
| 1868      | Schladen             | röm.-kath. Kirche St. Joseph                |      |         |          | Kirche abgebrannt |
| 1868      | Pattensen            | Schloss Marienburg                          |      |         | 8        | |
| 1869      | Lüneburg             | ev.-luth. Kirche St. Nikolai                |      | III/P   | 8        | 1899 Neubau |
| 1869      | Markoldendorf        | ev.-luth. Kirche St. Martin                 |      | II/P    | 23       | 1976 Restaurierung der Orgel durch Martin Haspelmath; Instandsetzung durch Katrin Haspelmath (1997–1998), vollendet von Harm Dieder Kirschner                                                                                  |
| 1870      | Soltau               | ev.-luth. St.-Johannis-Kirche               |      |         | 29       | 1968 ersetzt durch Neubau von Emil Hammer Orgelbau |
| 1870      | Hamburg-Wilhelmsburg | Kreuzkirche Kirchdorf                       |      | II/P    | 15       | |
| 1871      | Weyhe-Leeste         | Marienkirche                                |      | II/P    | 13       | 2017 restauriert durch Orgelbaumeister Harm Dieder Kirschner |
| 1874      | Hameln               | Münster                                     |      |         | 48       | 1980 ersetzt durch Neubau der Werkstatt Marcussen & Søn |
| 1876      | Lamspringe           | Klosterkirche St. Hadrian und St. Dionysius |      | III/P   | 45       | Umbau des Orgelwerkes von Andreas Schweimb |
| 1876      | Sandesneben          | ev.-luth. Pfarrkirche St. Marien            |      | II/P    | 20       | Ersatz für eine Orgel von Arp Schnitger von 1702 |
| 1876      | Hildesheim           | Logenhaus                                   |      |         |          | |
| 1876      | Römstedt             | ev.-luth. Matthäus-Kirche                   |      |         |          | |
| 1878      | Hannover             | Konzerthaus                                 |      |         | 10       | |
| 1878      | Mandelsloh           | ev.-luth. St.-Osdag-Kirche                  |      |         | 21       | |
| 1878      | Lysabild             | ev.-luth. St.-Michael-Kirche                |      | II/P    | 12       | leicht verändert erhalten → Orgel |
| 1879      | Lauenau              | ev.-luth. St.-Lukas-Kirche                  |      |         |          | Prospekt von Conrad Wilhelm Hase |
| 1879      | Schlangen            | Evangelische Kirche Schlangen               |      | II/P    | 20       | Umbauten 1969, 1994/95 |
| 1880      | Hannover             | ev.-luth. Kirche St. Aegidien               |      |         | 40       | Verlust durch Kriegseinwirkung |
| 1880      | Hittfeld             | St. Mauritius                               |      | II/P    | 24       | 2001 restauriert und um zwei Register erweitert. |
| 1880      | Hannover             | ev.-luth. Stephansstift                     |      |         | 7        | |
| 1880–1881 | Hamburg-Moorburg     | ev.-luth. Kirche St. Maria-Magdalena        |      | II/P    | 23       | Umbauten 1931, 1963 und 1996 |
| 1881      | Hannover             | ev.-luth. Erlöserkirche                     |      | II/P    | 26       | 1979 Neubau des Orgelwerkes unter Verwendung eines Großteils des alten Pfeifenwerkes und des Gehäuses durch Emil Hammer Orgelbau                                                                                               |
| 1881      | Hamburg-Finkenwerder | ev.-luth. St. Nikolai                       |      | II/P    | 18       | 1968/1971 renoviert von Emanuel Kemper, 1973 von Alfred Führer |
| 1882      | Hannover             | ev.-luth. Christuskirche                    |      |         | 30       | 1943 verbrannt |
| 1883      | Hannover             | ev.-luth. Dreifaltigkeitskirche             |      |         | 26       | 1986 durch Neubau von Gebrüder Hillebrand Orgelbau ersetzt |
| 1883      | Hannover             | ev.-luth. Apostelkirche                     |      |         | 22       | 1971/72 durch Neubau von Emil Hammer Orgelbau ersetzt |
| 1883      | Hann. Münden         | evangelisch-reformierte Kirche              |      |         | 16       | |

Daneben entstanden mehrere kleinere Orgeln für Seminare in Wunstorf, Verden und Hannover.

## Diskografie
1. ↑  G. Rheinberger – J. S. Bach; 1997; av-Studio Helmut Buchholz